# 갈매고등학교
갈매고등학교(葛梅高等學校)는 대한민국 경기도 구리시 갈매동에 있는 공립 고등학교이다.

## 학교 연혁
- 2016년 12월 1일 : 설립인가 (일반 30, 특수 2학급 남·여 공학)
- 2017년 3월 1일 : 초대 교장 김주영 취임
- 2017년 3월 2일 : 제1회 입학식(8학급 229명 남 149명, 여 80명)
- 2019년 3월 2일 : 경기도교육청 지정 혁신학교 지정
- 2020년 2월 5일 : 제1회 졸업식(8학급 213명 남 131명, 여 82명)
- 2021년 3월 1일 : 교육부 지정 고교학점제 연구학교 재지정
- 2024년 1월 5일 : 제5회 졸업식(9학급 206명 남 132명, 여 74명)
- 2024년 3월 1일 : 제4대 교장 이홍근 취임
- 2024년 3월 4일 : 제8회 입학식(9학급 196명 남 98명, 여 98명)

## 참고 자료
- 갈매고등학교 - 한국교육학술정보원 학교알리미